# Вила-Шан (Алижо)
Вила-Шан (порт. Vila Chã) — населённый пункт и район в Португалии, входит в округ Вила-Реал. Является составной частью муниципалитета Алижо. По старому административному делению входил в провинцию Траз-уж-Монтиш и Алту-Дору. Входит в экономико-статистический субрегион Доуру, который входит в Северный регион. Население составляет 579 человек на 2001 год. Занимает площадь 19,65 км².